# Dennis Murphree

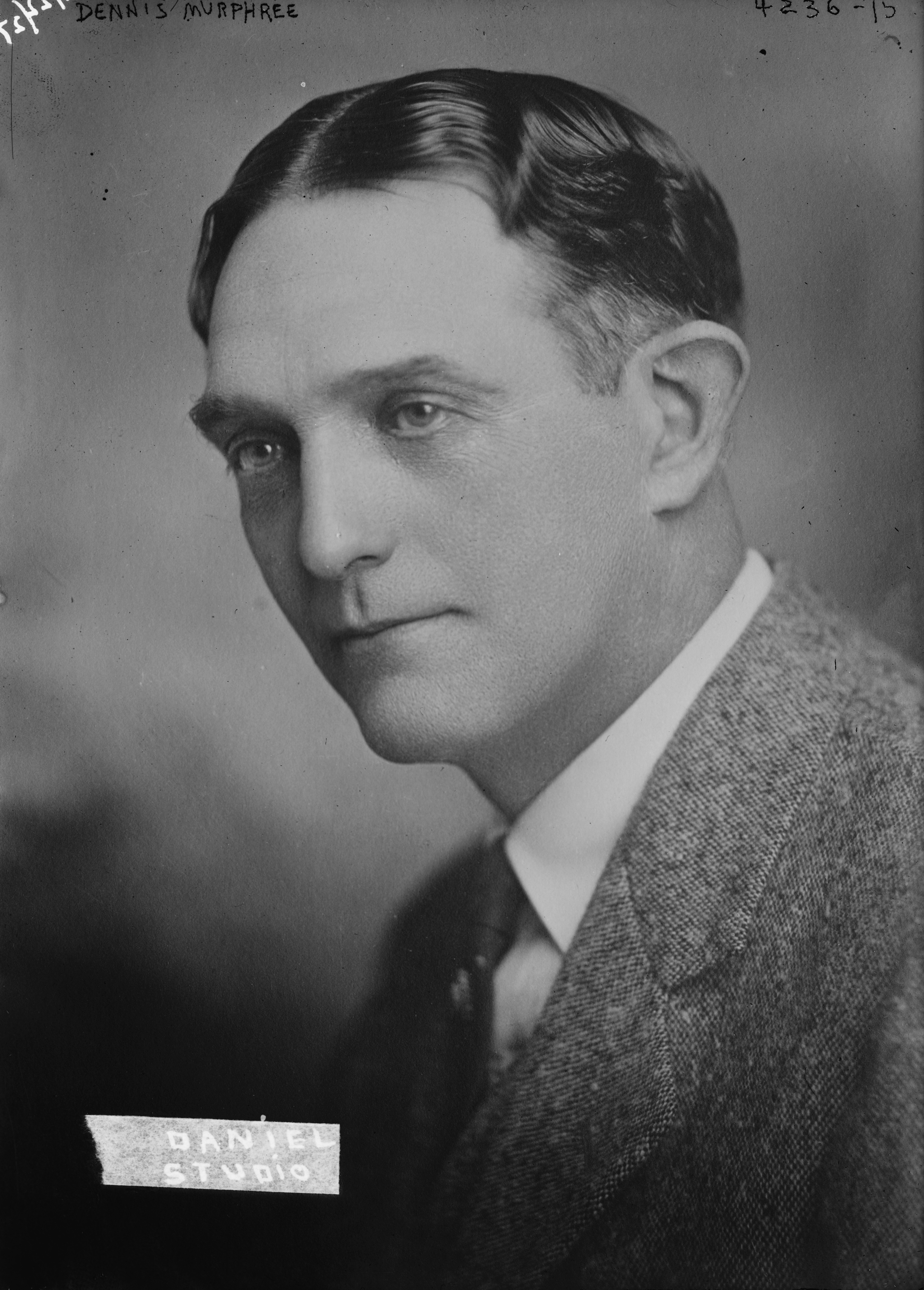
Dennis Murphree

Dennis Herron Murphree (* 6. Januar 1886 in Pittsboro, Calhoun County, Mississippi; † 9. Februar 1949 ebenda) war ein US-amerikanischer Politiker und von 1927 bis 1928 sowie zwischen 1943 und 1944 Gouverneur des Bundesstaates Mississippi.

## Frühe Jahre und politischer Aufstieg
Dennis Murphree besuchte die öffentlichen Schulen seiner Heimat. Danach arbeitete er zusammen mit seinem Vater in dessen Zeitungsverlag. Er wurde Mitglied der Demokratischen Partei. Zwischen 1911 und 1923 war er Abgeordneter im Repräsentantenhaus von Mississippi. Dort trat er konsequent für eine sparsame Haushaltspolitik ein sowie für einen ausgeglichenen Haushalt.

## Vizegouverneur und Gouverneur
Im Jahr 1923 wurde er erstmals zum Vizegouverneur seines Staates gewählt. Damit war er Vertreter von Gouverneur Henry L. Whitfield. Damals gehörte Murphree zu den Initiatoren eines Werbeprogramms für den Staat Mississippi.  Ein Sonderzug mit dem Namen „Know Mississippi Better Train“ sollte in den folgenden Jahren und Jahrzehnten die meisten Bundesstaaten sowie Kanada und Mexiko besuchen, um für den Staat zu werben. Nach dem Tod von Gouverneur Whitfield musste Murphree als dessen Stellvertreter dessen angebrochene Amtszeit beenden. Somut war er zwischen dem 18. März 1927 und dem 16. Januar 1928 Gouverneur seines Staates. Das größte Problem in dieser Zeit war ein Jahrhunderthochwasser des Mississippi River, der im April 1927 die Deiche sprengte, weite Teile des Staates überflutete und große Schäden an Gebäuden sowie in der Landwirtschaft anrichtete. Das betraf sowohl die Viehzucht als auch den Ackerbau, weil die Jahresernte vernichtet wurde.
Bei den Gouverneurswahlen des Jahres 1927 unterlag Murphree gegen Theodore Gilmore Bilbo. In den Jahren 1931 und 1939 wurde er jeweils wieder zum Vizegouverneur gewählt. Er bewarb sich auch noch zweimal erfolglos um das Amt des Gouverneurs. Nach dem Tod von Gouverneur Paul B. Johnson musste Dennis Murphree noch einmal das Amt des Gouverneurs übernehmen. Dieses Mal handelte es aber nur um wenige Wochen zwischen dem 26. Dezember 1943 und dem 18. Januar 1944.

## Weiterer Lebenslauf
Nach dem Ende seiner zweiten Gouverneursvertretung im Januar 1944 zog sich Murphree aus der Politik zurück. Er starb fünf Jahre später in seinem Heimatort Pittsboro. Mit seiner Frau Clara Minnie Martin hatte er vier Kinder.